# حمام علی‌قلی‌آقا
حمام علیقلی آقا با وسعت ۹۸۳ مترمربع، در محله بیدآباد اصفهان، جنب بازار و مسجد علی قلی آقا واقع گردیده است که به همراه مسجد مدرسه ای به همین نام، در زمان شاه سلطان حسین صفوی ساخته شده است .

## حمام علی‌قُلی‌آقا
در منطقه بیدآباد اصفهان به وسیله علی قلی آقا از درباریان دو پادشاه صفوی، شاه سلیمان و شاه سلطان حسین صفوی در مجموعه‌ای که خود، بانی آن بوده، به سال ۱۱۲۵ هجری قمری ساخته شده است.
این حمام از نوع معماری سبک اصفهان در اواخر عصر صفوی است. بنای حمام شامل دو حمام بزرگ و کوچک و فضای چال‌حوض است. هر یک از این دو حمام از دو بخش اصلی سربینه و گرم‌خانه تشکیل یافته است، به‌طوری‌که در آن دوره مردان و زنان به صورت جداگانه می‌توانستند از آن استفاده نمایند. شکل قاعده سربینه حمام بزرگ، به شکل هشت ضلعی منتظم طراحی شده است و در اطراف سربینه سکوهایی طراحی شده که فضاهای پشت آن‌ها با طاق نماهای مدور تزئین یافته و همچنین گنبد میانی سربینه بر هشت ستون بزرگ سنگی استوار است. تزئینات سقف حمام به صورت رسمی بندی است و نورگیرهای سقف به صورت منظم از فضای اطراف به سمت مرکز سقف به صورت منظم طراحی شده‌اند که در مواقع مختلف روز با ایجاد سایه روشن بر زیبائی تزئینات سقف می‌افزاید. این بنا هم اینک (پس از بازسازی و ترمیم) به صورت موزه مردم‌شناسی در معرض دید عموم گردشگران قرار گرفته است.
علی قلی آقا سازنده مسجد علی‌قُلی‌آقا و برادرش خسرو آقا سازنده حمام خسروآقا است. این دو از خواجه‌سرایان سرشناس و نیکوکار بوده‌اند.

## گرمخانه
کف گرمخانه از سنگ‌های مرمر ساخته شده که کف آن همیشه گرم بوده است. دور تا دور دیوار گرمخانه با تزیینات کاشیکاری با نقوش گل و مرغ و اسلیمی تزیین شده است. یک استخر بزرگی خواهید دید که به «چال حوض» معروف بوده و احتمالاً برای آب‌تنی و غوطه ور شدن در آب گرم استفاده می‌شده است. در دو سوی محور اصلی این فضا دو شاه نشین وجود دارد که احتمالاً یکی باری پرش در آب استفاده می‌شده و دیگری جایگاه تماشاگران بوده است. در کنار گرمخانه با عبور از چند پله، به خزینه حمام خواهید رسید. در طرفین خزینه هم دو محل استحمام اختصاصی قرار دارد که به شاه نشین مشهور است.

### حمام کوچک
حمام کوچک ساختار معماری شبیه حمام بزرگ دارد، با این تفاوت که در اندازه کوچک‌تر ساخته شده است. حمام کوچک فضاهایی با قاعده‌های منظم و هندسی دارد. قاعده سربینه این حمام مربع شکل است و سکوهایی با حوض‌های درونشان در سه ضلع قرار دارد. گرمخانه این حمام، فضایی با قاعده هشت و نیم متری است و هشت ستون سنگی، طاق میانی آن را بر دوش دارند. فضاهای پیرامون بخش میانی با طاق‌های کوتاه تری پوشیده شده‌اند و مکان‌هایی برای شست و شو فراهم آمده است. پس از طی چند پله از کف گرمخانه می‌توانید از درگاه خزینه وارد آن شوید.

### سیستم گرمایشی
به مورد استفاده هر دو حمام از چاهی معروف به «چاه گاو» تأمین می‌شده که در فضایی به نام «گاورو» در غرب حمام قرار داشته. آب از چاه بیرون کشیده می‌شد و به مخزنی در پشت بام انتقال داده و از آن جا به خزینه‌ها و حوضچه‌ها هدایت می‌شد. سیستم گرمایش حمام‌ها شامل تون (آتشدان)، انبار سوخت، تیان (ظرف مخصوص گرم کردن آب) و گودال جمع‌آوری خاکستر بوده که آن‌ها هم غرب حمام قرار داشتند.

### تامین آب
حمام تاریخی علی آقا آب مورد نیاز خود را چاهی بنام چاه گاو تامین می کرده است، این چاه در قسمت غربی این حمام قرار داشته است، این فضا که گاورو نام داشته است، آب اط چاه بیرون کشیده و به مخزن که در پشت بام حمام قرار داشته انتقال داده می شده و از مخزن به داخل خزینه ها و حوضچه ها هدایت می شده است.

## سیستم دفع فاضلات
به روش گنداب بوده است. به این ترتیب که فاضلاب از طریق کف شوی‌های دو محل گرمخانه و سربینه به کانالی هدایت می‌شده. سرانجام به محوطه بزرگی در پشت حمام سرازیر می‌شده و در آن محل پس از خشک شدن به خارج شهر منتقل می‌شده است.

## نگارخانه

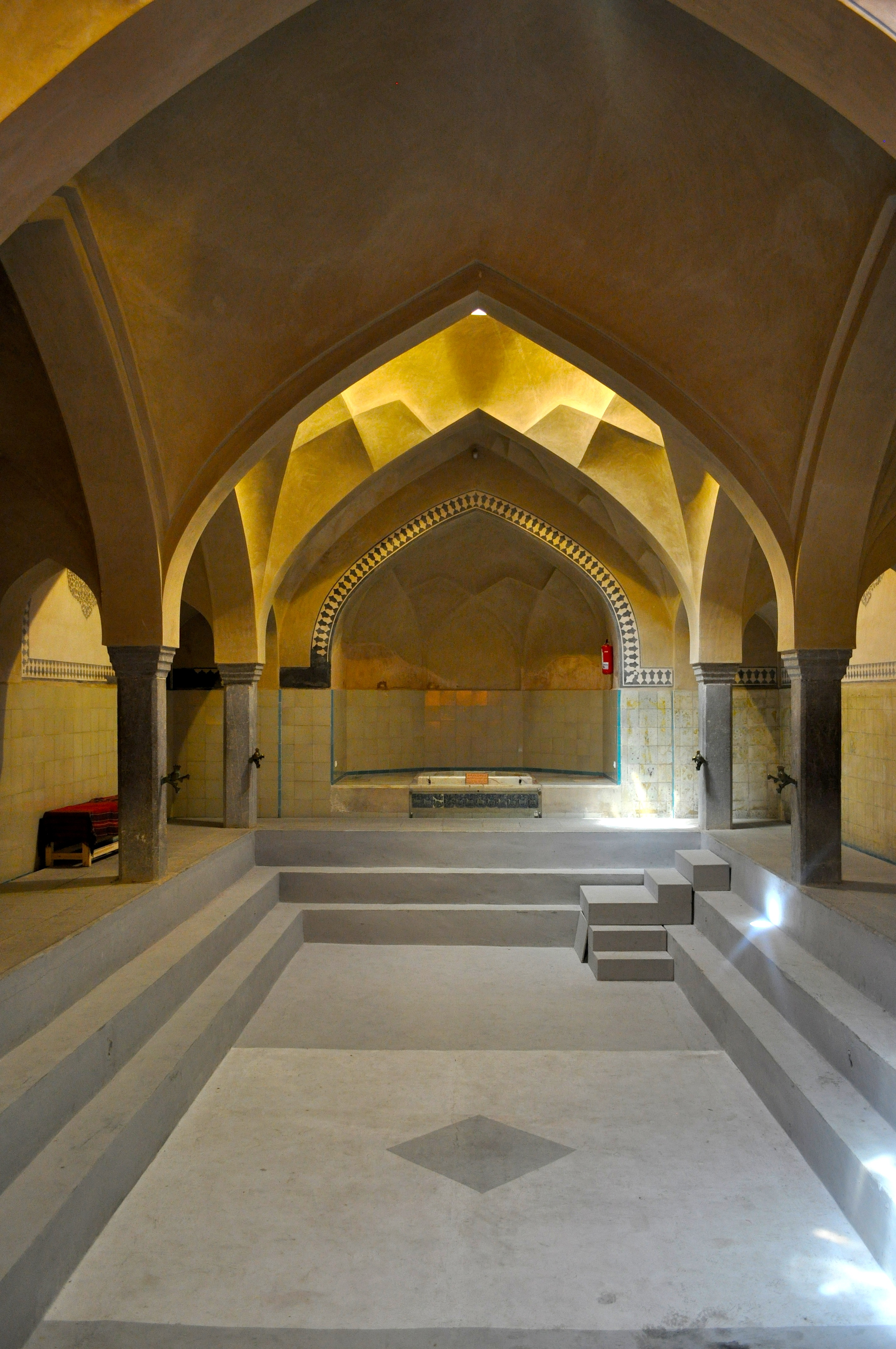
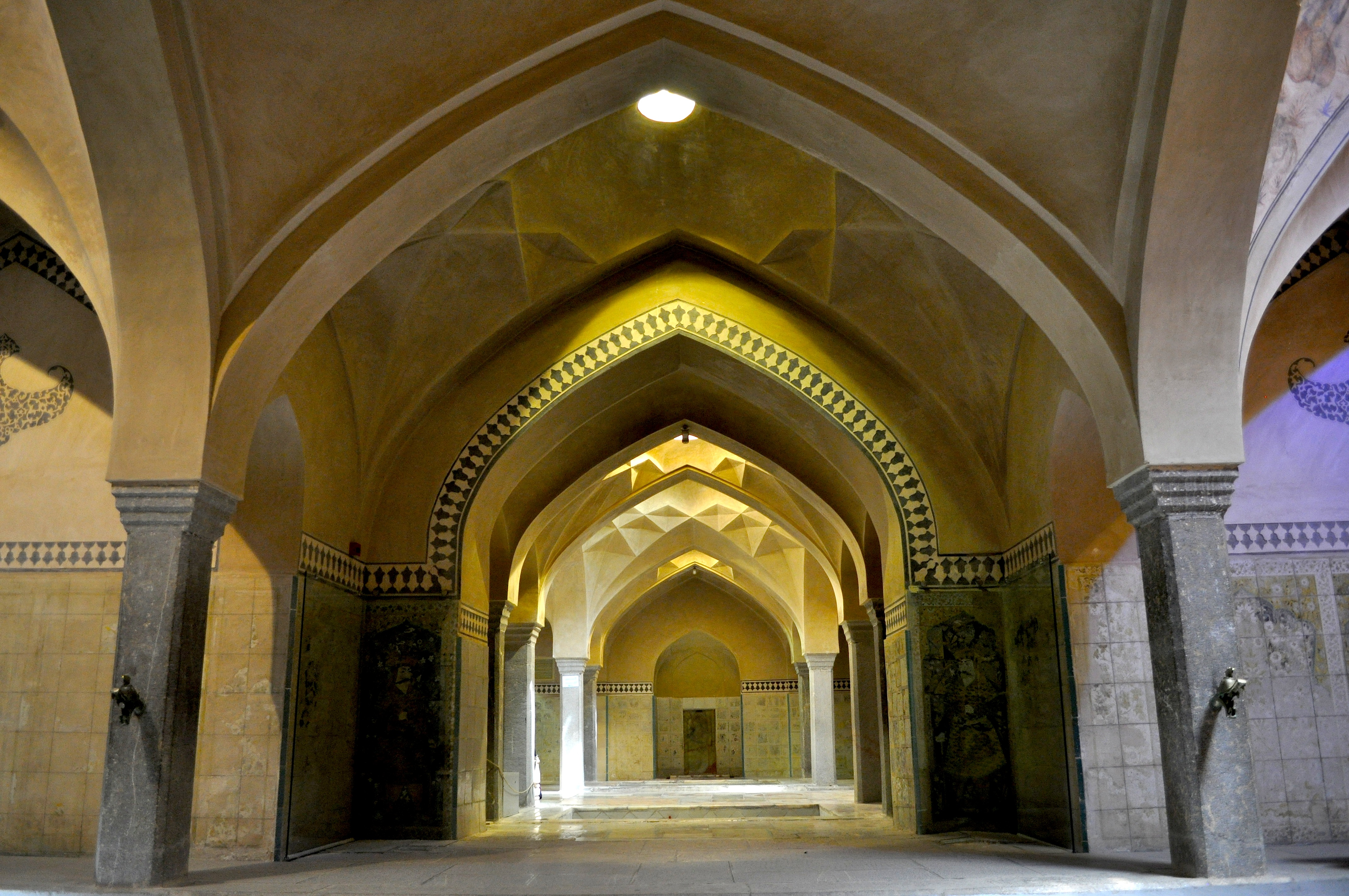
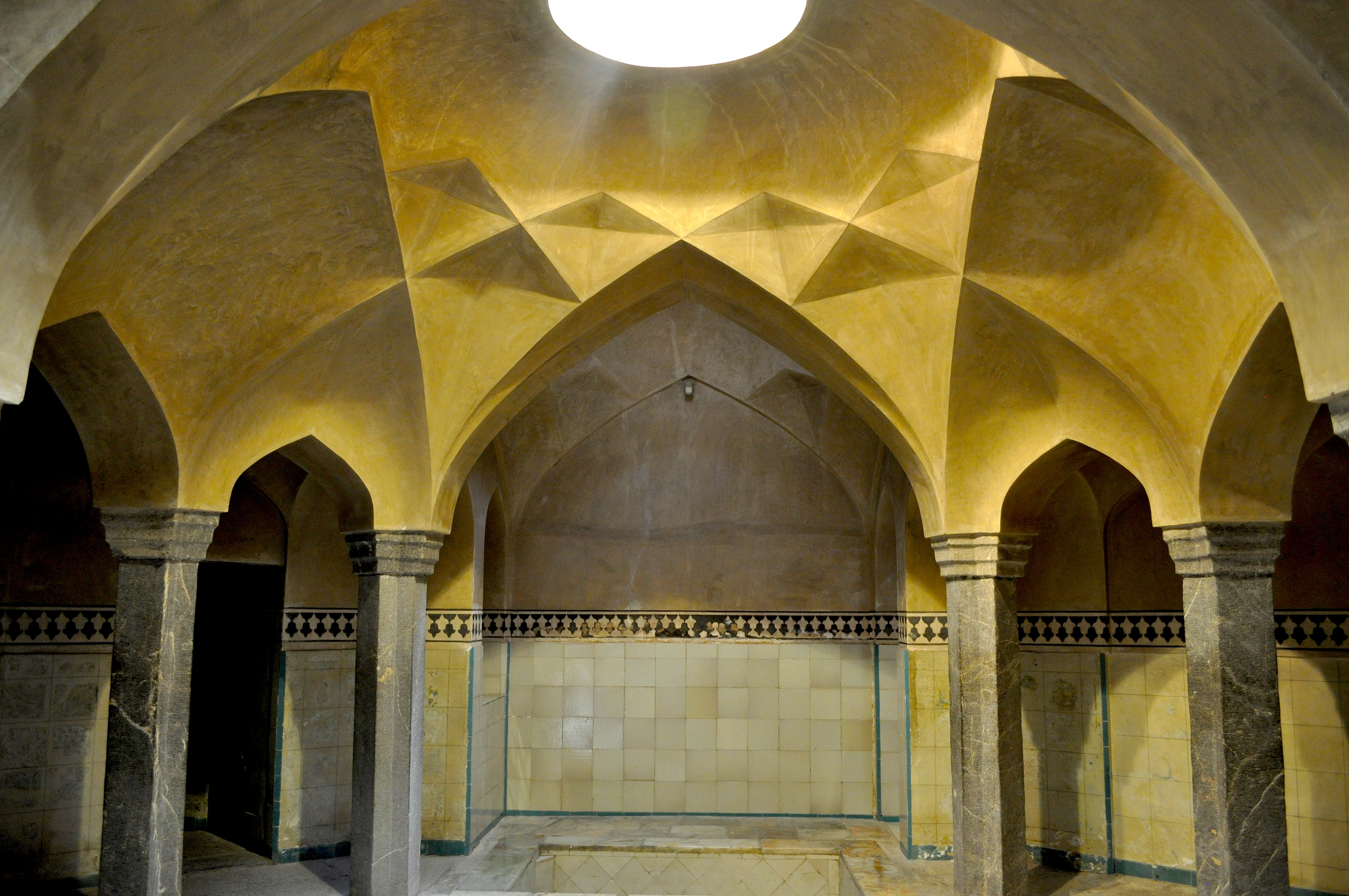
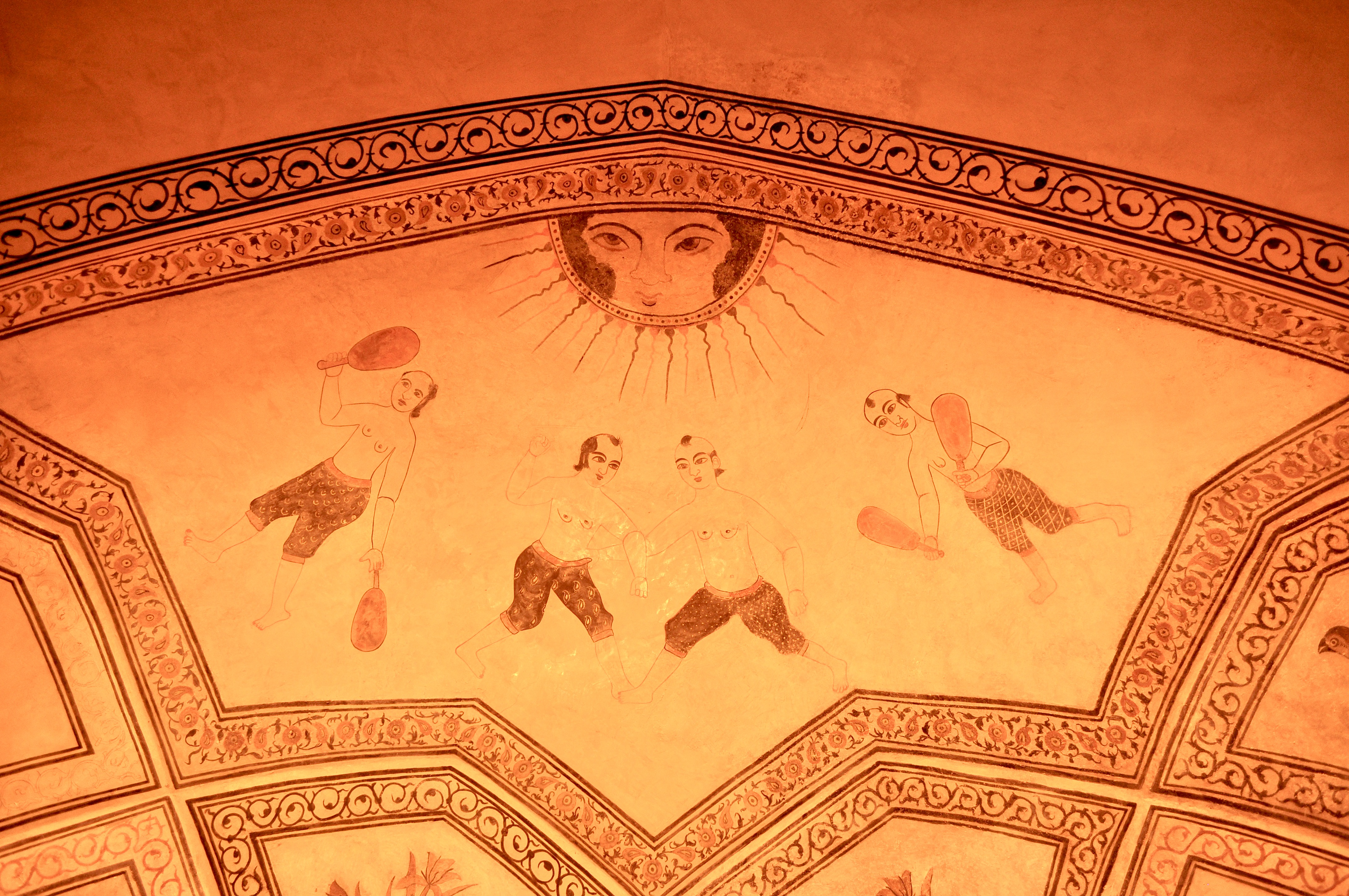
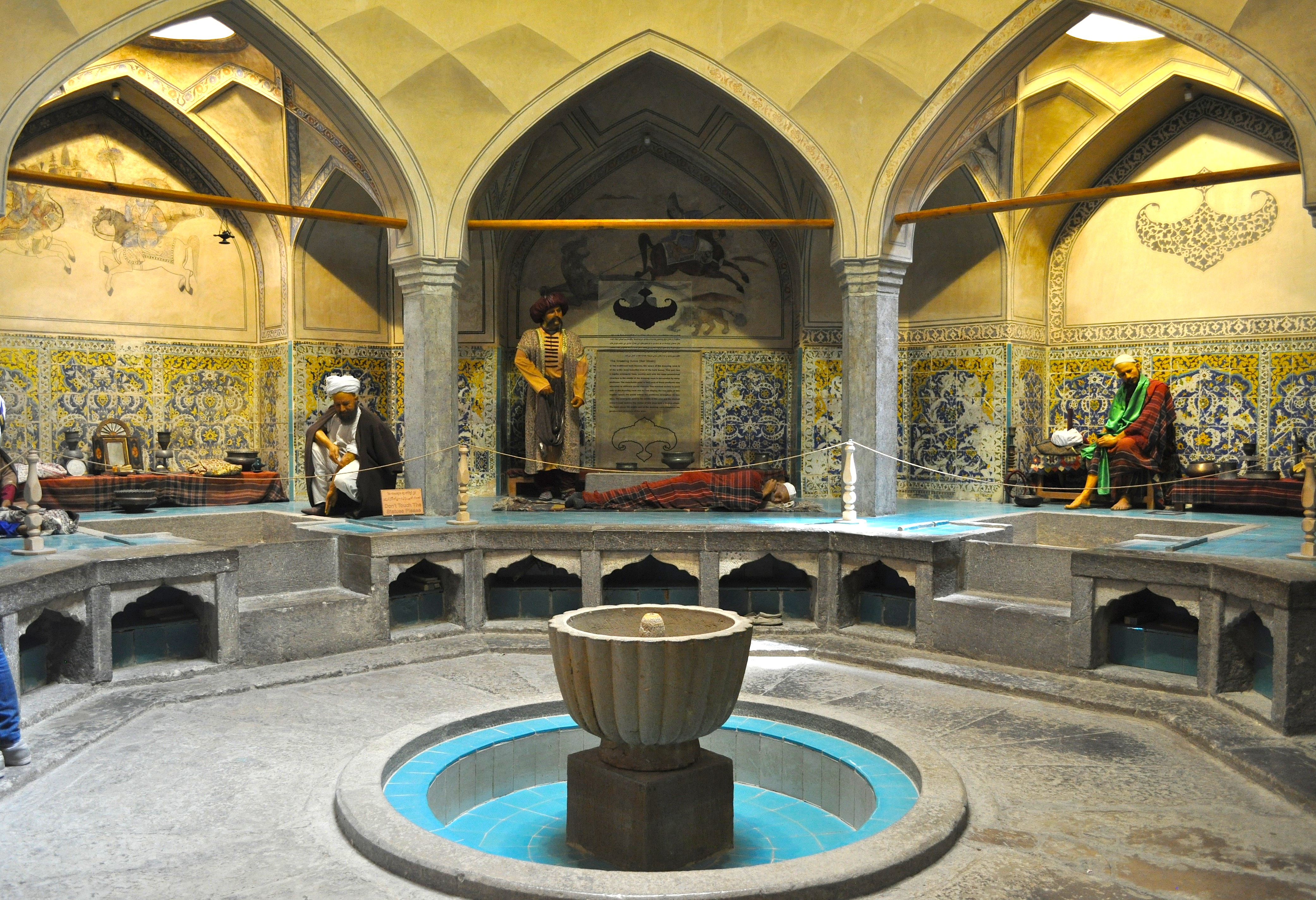
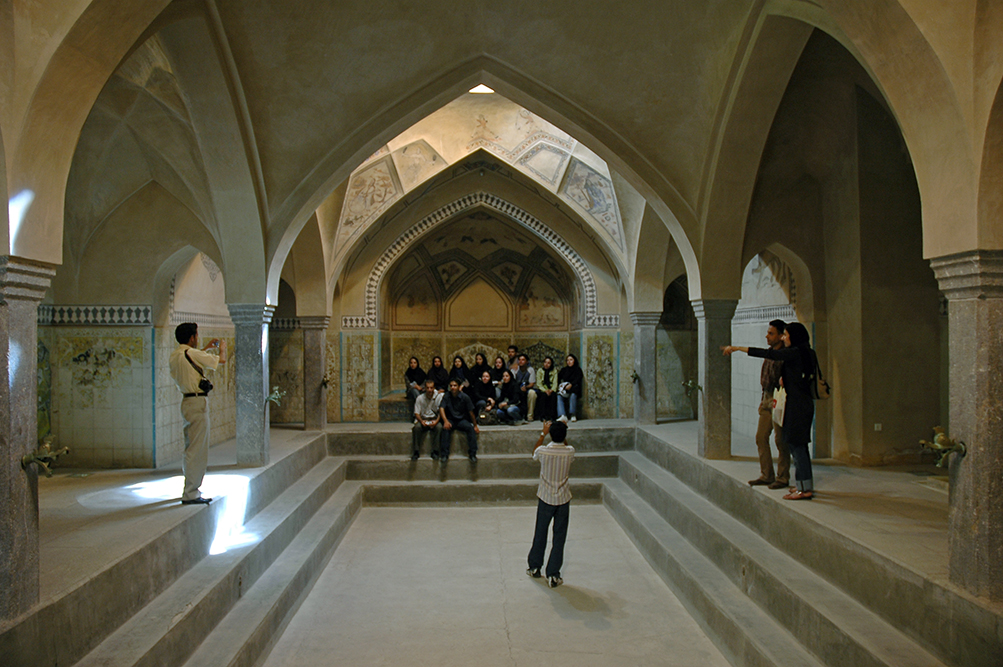